# Marfin Green Arena
La Marfin Green Arena (en grec moderne : Μαρφιν Γρεεν Αρενα) est le nom du futur stade multisport situé à Athènes qui accueillera toutes les sections du Panathinaïkos,.